# Hanyu Shuiping Kaoshi

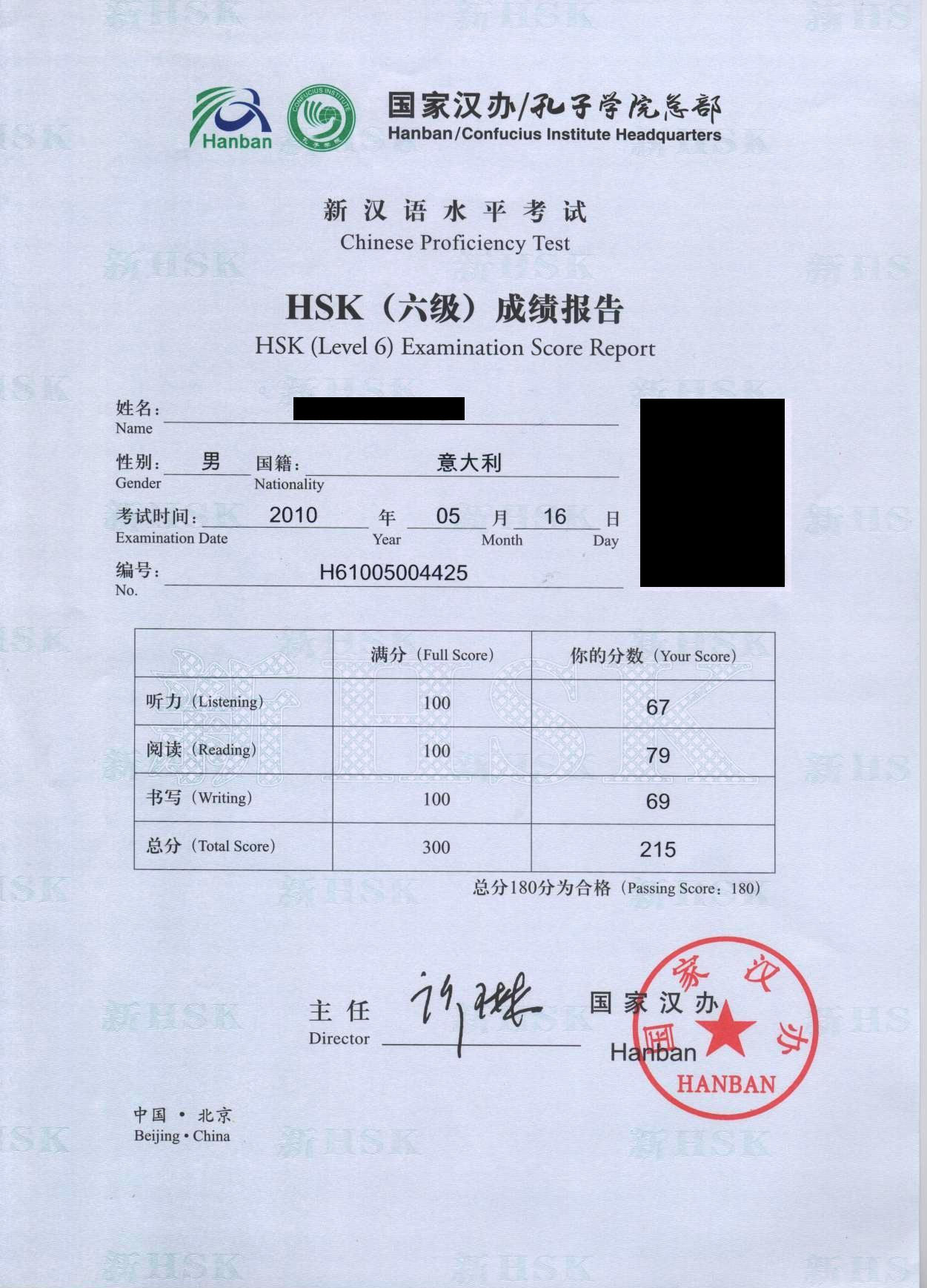
Un diploma HSK

El Hanyu Shuiping Kaoshi (HSK; chino: 汉语水平考试; pinyin: Hànyǔ Shuǐpíng Kǎoshì), traducido como la Prueba de competencia en chino, es la prueba estandarizada de competencia en mandarín estándar de la República Popular China para hablantes no nativos, como estudiantes extranjeros y chinos en el extranjero.
El examen es administrado por Hanban, una agencia del Ministerio de Educación de la República Popular China.

## Antecedentes, propósito y uso
Su desarrollo comenzó en 1984 en la Universidad de Lengua y Cultura de Beijing y, en 1992, el HSK pasó a ser el examen oficial estandarizado de chino. Para 2005, cerca de 120 países habían participado como anfitriones comunes de la prueba y el examen se había realizado ya cerca de 100 millones de veces (incluyendo a aquellos chinos pertenecientes a minorías étnicas). Un recuento general de candidatos extranjeros sitúa la cifra en alrededor de 1,9 millones. En 2011, la Escuela Internacional de Chino en Beijing realizó el examen mediante internet por primera vez.
El examen HSK se asemeja con el examen TOEFL de inglés, y es válido en la totalidad del territorio chino sin ninguna limitación. La prueba tiene como objetivo certificar el nivel del idioma para una educación superior o profesionalización.
Cada año, el HSK certifica a aquellos que superan la nota requerida. A diferencia del TOCFL, llevado a cabo en Taiwán y basado en caracteres chinos tradicionales (el TOCFL también cuenta con versión en simplificados), el HSK se basa únicamente en caracteres chinos simplificados, no tiene prueba oral integrada y carece de ejercicios de expresión escrita en sus dos primeros niveles. Por otro lado, los candidatos que adquieran buenas notas en la prueba pueden ganar una beca para estudiar en China por un corto período de tiempo.

## Estructura del examen
El HSK consiste en tres ejercicios (comprensión auditiva, comprensión lectora y expresión escrita), si bien los dos primeros niveles (HSK 1 y HSK 2) no constan de expresión escrita. La prueba oral es un examen independiente al HSK y se conoce como HSKK o 汉语水平口语考试.

### Prueba escrita
El HSK consta de 3 niveles diferentes:
- Básico (subniveles 1-2)
- Intermedio (subniveles 3-4)
- Avanzado (subnivel 5-6)

Los exámenes de los niveles 1-2, se dividen en tres partes (Vocabulario, Compresión auditiva y Compresión lectora), mientras que los exámenes de los niveles 3-4-5-6, incluyen además una cuarta sección de Escritura.
La duración del examen varía según los niveles:
- Subnivel 1: 35-40 minutos
- Subnivel 2: 50-55 minutos
- Subnivel 3: 90 minutos
- Subnivel 4: 105 minutos
- Subnivel 5: 120-125 minutos
- Subnivel 6: 135-140 minutos

Para aprobar el HSK 1 y 2, se necesita obtener una puntuación mínima de 120 puntos sobre 200. En el HSK 3, 4, 5 y 6, la puntuación mínima es 180 sobre 300.
| Nivel | Vocabulario                     | Vocabulario                     | Vocabulario                       | Vocabulario                       | Prueba escrita           | Prueba escrita           | Prueba escrita             | Descripción[6][7] |
| Nivel | Palabras[8] (acumuladas/nuevas) | Palabras[8] (acumuladas/nuevas) | Caracteres[9] (acumuladas/nuevas) | Caracteres[9] (acumuladas/nuevas) | Escucha                  | Lectura                  | Escritura                  | Descripción[6][7] |
| ----- | ------------------------------- | ------------------------------- | --------------------------------- | --------------------------------- | ------------------------ | ------------------------ | -------------------------- | --- |
| 1     | 150                             | 150                             | 174                               | 174                               | 20 preguntas, 15 minutos | 20 preguntas, 17 minutos | No hay prueba de escritura | Está diseñado para llegar a comprender y utilizar algunos caracteres y construcciones oracionales básicas y para continuar con los estudios de chino. En el HSK 1 todos los caracteres se aportan junto a su transcripción fonética o pinyin.                                   |
| 2     | 300                             | 150                             | 347                               | 173                               | 35 preguntas, 25 minutos | 25 preguntas, 22 minutos | No hay prueba de escritura | Está diseñado para poder utilizar el chino de una manera simple y directa en una situación cotidiana. En el HSK 2 todos los caracteres se aportan junto a su transcripción fonética o pinyin.                                                                                   |
| 3     | 600                             | 300                             | 617                               | 270                               | 40 preguntas             | 30 preguntas             | 10 términos                | Está diseñado para alcanzar un nivel que permita satisfacer las demandas personales a nivel de vida cotidiana, estudios o trabajo y para ser capaz de complementar la mayoría de los desafíos lingüísticos que pueden tener lugar durante una experiencia turística en el país. |
| 4     | 1200                            | 600                             | 1064                              | 447                               | 45 preguntas             | 40 preguntas             | 15 preguntas               | Está diseñado para ser capaz de discutir un abanico relativamente amplio de temas en chino y para ser capaz de comunicarse con hablantes del idioma a un nivel mayor. |
| 5     | 2500                            | 1300                            | 1685                              | 621                               | 45 preguntas             | 45 preguntas             | 10 preguntas               | Está diseñado para ser capaz de leer periódicos y revistas chinas, ver películas chinas y ser capaz de escribir y desarrollar una capacidad discursiva más amplia en el idioma.                                                                                                 |
| 6     | 5000                            | 2500                            | 2663                              | 978                               | 50 preguntas             | 50 preguntas             | 1 composición              | Está diseñado para poder entender con facilidad cualquier tipo de información en chino y ser capaz de expresarse fluidamente tanto en forma escrita como oral. |

#### Estimaciones de los niveles equivalentes del MCER
En 2010, Hanban declaró que los seis niveles del HSK corresponden directamente a los seis niveles del Marco Común Europeo de Referencia para las lenguas (MCER). Sin embargo, esta afirmación ha sido rechazada tanto por las asociaciones alemanas como por las francesas de profesores de chino, que sostienen que el nivel 6 del HSK es equivalente al nivel B2 o C1 del MCER.
| HSK   | HSK              | HSK                | Nivel estimado del MCER según… | Nivel estimado del MCER según… | Nivel estimado del MCER según… | Nivel estimado del MCER según… |
| Nivel | Palabras (total) | Caracteres (total) | Hanban                         | Francia                        | Alemania                       | Italia[cita requerida]         |
| ----- | ---------------- | ------------------ | ------------------------------ | ------------------------------ | ------------------------------ | ------------------------------ |
| 6     | 5000             | 2663               | C2                             | B2-C1                          | B2                             | B1+ to B2                      |
| 5     | 2500             | 1685               | C1                             | B1-B2                          | B1                             | A2+ to B1                      |
| 4     | 1200             | 1064               | B2                             | A2                             | A2                             | A1+ to A2                      |
| 3     | 600              | 617                | B1                             | A1-A2                          | A1                             | A1.1 to A1.2                   |
| 2     | 300              | 347                | A2                             | A1.1                           | A1.1 (sin prueba escrita)      | A1.1                           |
| 1     | 150              | 174                | A1                             | Por debajo de A1               | ninguno                        | A1.1                           |